# Stenetrium vemae
Stenetrium vemae är en kräftdjursart som beskrevs av Brian Frederick Kensley1980. Stenetrium vemae ingår i släktet Stenetrium och familjen Stenetriidae. Inga underarter finns listade i Catalogue of Life.